# Đỉnh đầu (giải phẫu học)

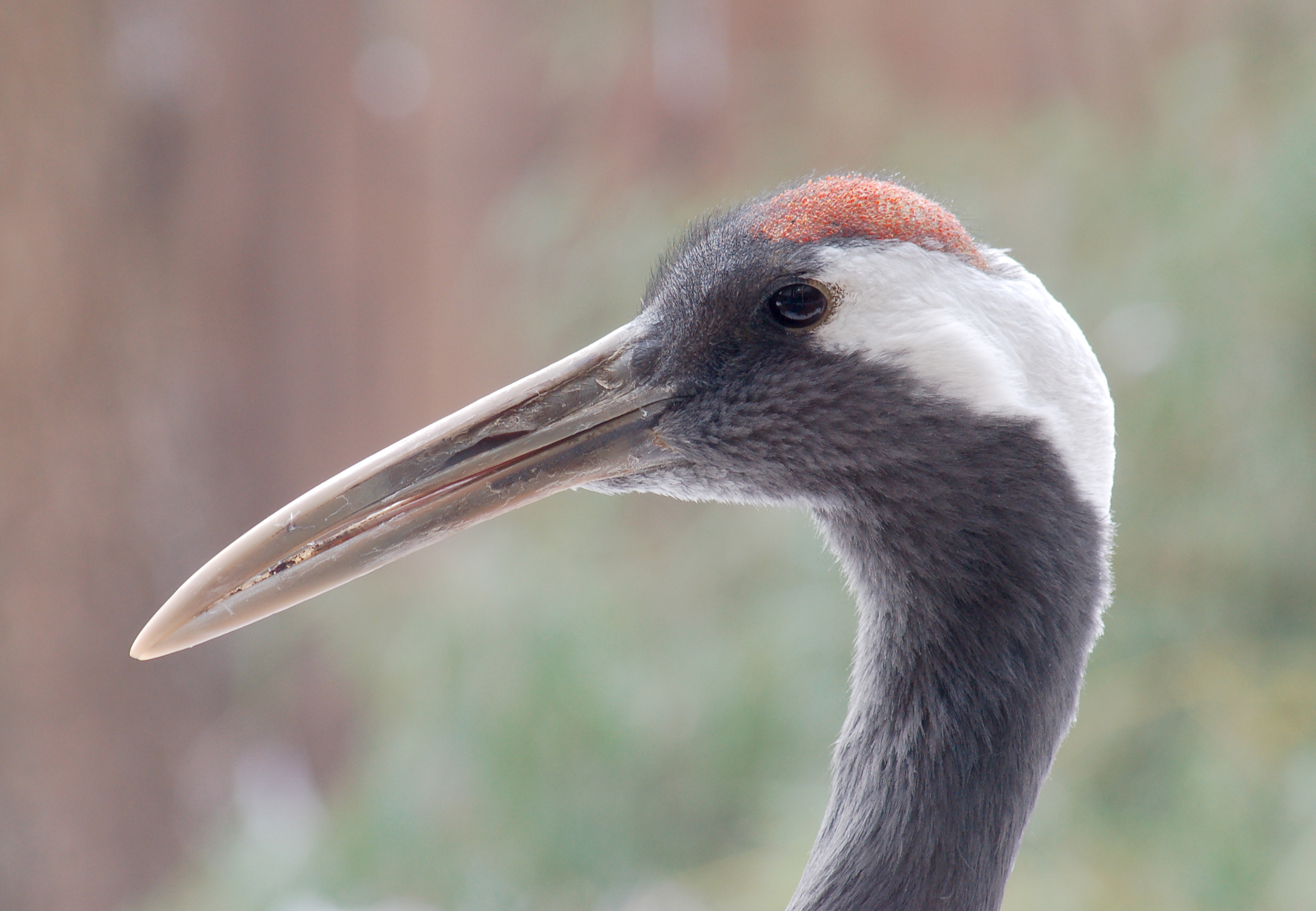
Sếu đầu đỏ

Đỉnh đầu là phần trên cùng của đầu, hoặc toàn bộ phần đầu, của một loài động vật. Đối với các loài gia cầm, người ta còn dùng từ mào. Đối với các loài thực vật, người ta dùng các từ như ngọn, chồi ngọn, tán.

## Con người
Trong ngành giải phẫu người, các thuật ngữ "vòm sọ", nắp sọ", hoặc "mái của khoang sọ" thường được dùng để chỉ phần trên cùng của đầu.

## Chim
Trong giải phẫu loài chim, phần đỉnh đầu là khu vực từ trán, hoặc phía trước đầu kéo dài về sau đến chẩm đầu và sang hai bên đến thái dương. Phần trên của đầu, bao gồm trán, chỏm và chẩm đầu, đôi khi được gọi là bán cầu não. Một con chim có phần đỉnh đầu che phủ bán cầu não trong tiếng Anh được gọi là "pileated", ví dụ như chữ cái đầu trong tên loài chim Dryocopus pileatus.

## Cá voi
Trong ngành giải phẫu cá voi, phần đỉnh đầu là nơi loài này phụt nước qua các lỗ thổi.